# O.Torvald
О.Torvald («Оторвальд») — український рок-гурт, заснований 2005 року в Полтаві. У 2006 році гурт переїхав до Києва. Перший студійний альбом «O.Torvald» вийшов 2008 року. Станом на 2016 рік гурт має 6 компакт-дисків. Зараз гурт складається з п'ятьох музикантів. Гурт представляв Україну на Євробаченні-2017 у Києві з композицією «Time» («Час»).

## Історія
Історія створення гурту починається з дитячого знайомства Євгена Галича з Денисом Мизюком (1994 р.). Велике бажання обох грати рок-н-ролл привело до появи в 1999 році гурту «Крути! Педалі», який проіснував до 2005 року. 4 листопада 2005 року в Полтаві був заснований гурт «О.Torvald». До складу нового колективу з попереднього перейшли Євген Галич (вокал), Денис Мизюк (гітара), Олександр Нечипоренко (гітара) та Ігор Одарюк (поміня́в тромбон на бас-гітару). До команди приєднався ударник. Уже за 5 місяців (2006 р.) музиканти переїхали до Києва і винайняли великий приватний будинок, у якому спочатку мешкали всі разом.
Як і всі молоді гурти, брали участь у конкурсних фестивалях, зокрема GBOB, Червона Рута, Перлини Сезону, Таврійські ігри. Одночасно гурт записував свої пісні, багато з яких так і залишились у демо-варіантах.
Наприкінці 2007 року на одній з київських студій «Оторвальд» почав записувати свій дебютний альбом, зведення зробив Олександр Піпа (екс-ВВ, Attraktor). Диск, записаний на «Весна Music», із назвою «O.Torvald — 2008» побачив світ у травні 2008-го, музиканти доповнили його відеокліпом пісні «Не залишай».
Після виходу диску про O.Torvald заговорили серйозніше, гурт дедалі частіше почав з'являтись на телебаченні, радіо та в інших ЗМІ. Наступне відео зняли вже не на пісню з альбому, а на старий трек «Почуття».
На початку 2009 року американський режисер українського походження Алекс Баєв запропонував членам гурту зняти два відеокліпи. Він давно мріяв створити відео для гурту з України. Було вирішено фільмувати пісню з альбому гурту «Київ-Лондон» та зовсім свіжий трек «Не грузи». Робота над кліпами тривала два місяці.
Масове визнання прийшло до гурту після видання другого альбому «В тобі» у вересні 2011 року. Альбом складався з 12 пісень, три з яких були відеокліпами. O.Torvald презентував свій диск у 30 містах України під час осіннього турне, яке мало назву «В ТОБІ TOUR 2011». Другий альбом гурту «В тобі» багато в чому відрізнявся від дебютного диску. З приходом до гурту нового ударника та басиста гурт зазвучав інакше.
У лютому 2012 року музиканти влаштували акустичний тур, під час якого записували всі свої виступи. В квітні допрацьовані на студії концертні записи було видано як диск «Акустичний». Одночасно музиканти O.Torvald почали роботу на третім студійним альбомом.
Влітку гурт зіграв на 20 фестивалях, серед них Prosto Rock (з Linkin Park, Garbage), Краще Місто (з Evanescence, The Rasmus), Захід, Ekolomyja (Польща). На фестивалі Global Gathering у липні музиканти спільно з DJ Tapolsky та VovKING представили спільний електронно-роковий мініальбом «Використовуй нас».
Восени було оголошено про вихід третього студійного альбому «Примат» та презентовано відеокліп на пісню «Mr.DJ». Відео не пройшло цензуру жодного з музичних телеканалів. Альбом вийшов 23 листопада і містив 16 записів, у рамках туру на його підтримку музиканти зіграли понад 20 концертів.
Восени 2014 року гурт оголосив про вихід п'ятого альбому «Ти Є». Він з'явився 4 грудня 2014.
Навесні 2015 року Євген Галич взяв участь у запису альбому гурту Bahroma +-=: разом з Романом Бахарєвим він виконав пісню «Секс, наркотики, рок-н-ролл».
25 лютого 2017 року гурт O.Torvald переміг у фіналі українського національного відбору міжнародного пісенного конкурсу «Євробачення 2017», де згодом представляв Україну. Півфінали пісенного конкурсу відбулись 9 та 11 травня, а фінал — 13 травня у Міжнародному виставковому центрі (МВЦ) Києва.. За підсумками фінального голосування O.Torvald посіли 24 місце. Спонсором підготовки гурту до пісенного конкурсу став телеканал СТБ.
На початку 2018 року Олександр Солоха покидає гурт і переїжджає до Польщі. До гурту приходить Вадим Колісниченко, який також є барабанщиком у гурті Скрябін. 13 березня 2018 року був представлений кліп на пісню "Ліхтарі" з альбому Бісайди. 20 березня 2018 почався перший великий тур гурту у Європі. Він охопив 10 міст Польщі, Німеччини, Чехії та Австрії. 4 березня було оголошено, що назад до гурту повернувся Олександр Солоха.
18 квітня 2019 року відбулися прем’єри пісень та кліпів гурту O.Torvald «Два Нуль Один Вісім» та «Назовні», які закінчили майже річну творчу паузу, розпочату у 2018-му.
4 липня 2019 року відбулась прем'єра кліпу «Десь не тут» з нового альбому "Diller Kaifu", який було випущено 18 жовтня 2019 року.
28 травня 2020 року барабанщиця Анастасія Середа заявила про те, що покидає гурт.
В жовтні 2023 Денис Мізюк отримав поранення на війні. Про це стало відомо на концерті гурту у Києві. Зі сцени музиканти провели аукціон та продали гітару Дениса, котру робили для Євробачення, за 150 тисяч гривень. Отримані гроші пішли на його лікування та реабілітацію .
У січні 2024 гурт зібрався разом, щоб записати новий альбом. Разом з саундпродюсером, Костянтином Пугою, перевезли обладнання для звукозапису у окремий приватний будинок, вимкнули мобільні телефони і почали роботу над матеріалом. Вони читали вірші одне одного, зокрема Євген Галич привіз багато віршів, які він написав перебуваючи у війську. Після запису Женя Галич повернувся у військо, а решта гурту займалися зведенням альбому.
4 квітня 2024 вийшов дев'ятий студійний альбом Втома. У той же день гурт оприлюднив відео на композицію «Втома». За словами Євгена Галича, ідея зняти відео виникла за чотири години до виходу альбому. Він зібрав команду і вони поїхали на студію «Patriot». У той час там знімала кліп Надія Дорофєєва. Музиканти попросили дозволу взяти камеру «на чотири хвилини» і в туалеті студії зняли відео 
2 червня 2024 відбувся концерт невідомого музичного гурту «Втома» на головній сцені фестивалю «Брудний пес». Під цією назвою виступав Женя Галич та гурт O.Torvald, який презентував свій останній альбом з однойменною назвою «Втома». Наступний і поки що останній концерт гурту «Втома» відбувся 15 червня 2024 в клубі Mezzanine 

## Склад
Теперішні учасники
- Євген Галич — вокал (з 2005); ритм-гітара (з 2011)
- Денис Мізюк — соло-гітара, бек-вокал (з 2005)
- Микола Райда — DJ, клавіші (з 2008)
- Євгеній Ільїн — бас-гітара (з 2017)
- Дмитро Драм - ударні (з 2020)

Колишні учасники
- Олександр Нечипоренко — ритм-гітара (2005—2011)
- Андрій “Біт” Литвинок — ударні (2005—2008)
- Володимир Яковлєв — ударні (2008—2011)
- Ігор Одарюк — бас-гітара (2005—2010)
- Дмитро Малічев — бас-гітара (2010—2011)
- Володимир Ярошенко — бас-гітара (2011—2014)
- Микита Васильєв — бас-гітара, бек-вокал (2014—2017)
- Вадим Колісніченко — ударні (2018)
- Олександр Солоха — ударні (2011-2017, 2018)
- Анастасія Середа (Hebi) — ударні (2019-2020)

## Дискографія

### Студійні альбоми
- O.Torvald (2008)[19]
- В тобі (2011)
- Примат (2012)
- Ти Є (2014)
- #нашілюдивсюди (2016)[20]
- Бісайди (2017)
- Diller Kaifu I (2019)
- Diller Kaifu II (2019)
- Втома (2024)

### Інші альбоми
- Акустичний (2012)
- Бісайди (2017)

### Сингли та окремо видані пісні
Див. Список пісень O.Torvald
- «Почуття» (2008)
- «Не грузи» (2009)
- «УЙ» (2010)
- «Качай» (2010)
- «Нас двоє» (2011)
- «Без тебе» (2012)
- «Mr. DJ» (2012)[3]
- Все спочатку (2014)
- Крик (2014)
- Киев Днем и Ночью (OST «Киев Днем и Ночью», 2016)
- Вирвана (2016)
- #нашілюдивсюди (2016)
- Твой дух — твое оружие (OST «Правило бою», 2016)
- Time (2017)
- А тепер все інакше (2020) (АкваВiта cover)
- Айтишник (2020)
- Ракамакафо (2020)
- Пульс (2021)
- Мiй сум (2021)
- Нету внутри (2021)
- Дихай (2023)
- Голосовi (2023)
- Київ вдень і вночі (2023)
- Я повернусь (2023)
- вотсапп (2023) (DOROFEEVA cover)
- Червонi колготки (2024) (OST «Я, "Побєда" i Берлін»)

### Кліпи
| Рік  | Назва                                               | Мова       | Режисер(и)                 | Альбом           |
| ---- | --------------------------------------------------- | ---------- | -------------------------- | ---------------- |
| 2006 | «Не залишай»                                        | українська | Євген Купоносов            | «O.Torvald»      |
| 2007 | «Мама»                                              | українська |                            | «O.Torvald»      |
| 2007 | «Почуття»                                           | українська |                            | «O.Torvald»      |
| 2008 | «Зі мною ти»                                        | українська |                            | «O.Torvald»      |
| 2008 | «Київ-Лондон»                                       | українська |                            | «O.Torvald»      |
| 2009 | «Не грузи»                                          | українська |                            | синґл            |
| 2010 | «УЙ» (разом з Вова зі Львова)                       | українська |                            | синґл            |
| 2010 | «Качай»                                             | українська |                            | «В тобі»         |
| 2011 | «Нас двоє»                                          | українська |                            | «В тобі»         |
| 2011 | «Не відпускай»                                      | українська | Олександр «Monkey X» Швець | «В тобі»         |
| 2012 | «Без тебе»                                          | українська | Оля Журба                  | синґл            |
| 2012 | «Светлые Дни» (разом з the Flame)                   | російська  |                            | синґл            |
| 2012 | «Mr.DJ»                                             | українська | Євген Ножечкін             | «Примат»         |
| 2013 | «Не вона»                                           | українська | Станіслав Гуренко          | «Примат»         |
| 2014 | «Все з початку»                                     | українська | Денис Дужник               | «Ти Є»           |
| 2015 | «Там де я»                                          | українська | Андрій Бояр                | «Ти Є»           |
| 2015 | «Крик»                                              | українська | Володимир Лерт             | «Ти Є»           |
| 2016 | «Сніг»                                              | українська | Кадім Тарасов              | «Ти Є»           |
| 2016 | «Киев днём и ночью» (OST «Киев Днем и Ночью», 2016) | російська  |                            |                  |
| 2016 | Твой дух — твое оружие (OST «Правило бою», 2016)    | російська  |                            | «#нашілюдивсюди» |
| 2016 | «#нашілюдивсюди»                                    | українська | Ross Lane                  | «#нашілюдивсюди» |
| 2017 | L.V. (Скрябін cover)                                | українська |                            |                  |
| 2018 | Ліхтарі                                             | українська |                            | «Бісайди»        |
| 2019 | Два Нуль Один Вісім                                 | українська | Артем Тітеєв               | Diller Kaifu I   |
| 2019 | Назовні                                             | українська | Артем Тітеєв               | Diller Kaifu I   |
| 2019 | Десь не тут                                         | українська |                            | Diller Kaifu II  |
| 2020 | Ненавиджу Вас Всіх                                  | українська | Лєра Добровольська         | Diller Kaifu I   |
| 2020 | А тепер усе інакше (Аква Віта cover)                | українська |                            |                  |
| 2021 | В подушках                                          | українська | Лера Добровольська         | «Бісайди»        |
| 2023 | Дихай                                               | українська | Євгеній Головатенко        |                  |
| 2023 | Я повернусь                                         | українська | Євгеній Головатенко        |                  |
| 2023 | Голосові                                            | українська |                            |                  |
| 2023 | Роздягни мене                                       | українська | DELTA ARTHUR               |                  |
| 2024 | Втома                                               | українська |                            | «Втома»          |
| 2024 | Амстердам                                           | українська | Євгеній Головатенко        | «Втома»          |
| 2024 | Я хворий                                            | українська | Антон Стокат               | «Втома»          |
| 2024 | Хейту на зло                                        | українська | Євгеній Головатенко        | «Втома»          |
| 2024 | Косяк                                               | українська | Женя Галич                 | «Втома»          |
| 2024 | Чорнило                                             | українська |                            |                  |
| 2024 | Демони                                              | українська | Антон Стокат               | «Втома»          |
| 2025 | Стерти Лютий                                        | українська | Ліза Топтигіна             |                  |

## Щодо назви гурту
За словами Євгена Галича, назва гурту походить від російського слова «отрываться». Перед початком Євробачення 2017, в інтерв'ю DW українською Галич заявив, що йому страшенно не подобається їх поточна назва «O. Torvald» і зазначив, що він вже десять років мріє змінити назву гурту, але й досі цього не зробив, бо гурт вже знаний за цією назвою.

## Відео
- Відео пісні O.TORVALD — Time для Євробачення-2017: /Ютюб/ [Архівовано 26 лютого 2017 у Wayback Machine.]